# دان باکاردی
دان باکاردی (انگلیسی: Don Bachardy؛ زادهٔ ۱۸ مهٔ ۱۹۳۴) نقاش و هنرمند اهل کشور ایالات متحده آمریکا است. وی در سنتا مونیکا، کالیفرنیا زندگی می‌کند.شریک زندگی وی کریستوفر ایشروود است.